# Chris Gane
Christopher Gane (Londen, 5 juni 1974) is een linkshandig professioneel golfer uit Engeland.
Chris Gane begon op 14-jarige leeftijd met golf op de Pinner Holl Golf Club. Hoewel hij rechtshandig schreef, speelde hij linkshandig golf.

## Professional
Gane werd in 1993 professional. In 2001 won hij twee toernooien op de Europese Challenge Tour en promoveerde naar de Europese Tour, maar hij eindigde eind 2002 op de Order of Merit op de 146ste plaats en verloor zijn kaart weer. Daarna speelde hij tot eind 2009 weer op de Challenge Tour.
Het jaar 2009 eindigde in twee opzichten op een bijzondere manier. Hij eindigde op de Order of Merit op de 13de plaats en promoveerde weer naar de Europese Tour.

### Gewonnen

#### Regionaal
- 1998: Surrey Assistants
- 2000: Surrey Open

#### Challenge Tour
- 2001: Austrian Open (-18), Terme Euganee International Open Padova (-23)